# چولاقلو
چولاقلو یکی از روستاهای استان آذربایجان شرقی است که در دهستان قافلانکوه شرقی بخش کاغذکنان شهرستان میانه واقع شده‌است.قدمت این روستا به قبل از (دوران ساسانیان) میرسد. براساس سرشماری مرکز آمار ایران در سال ۱۳۸۵، جمعیت ۱۲۰ نفر (۴۸ خانوار) بوده‌است. مردم چلاقلو مردمی بسیار حسود و خودپسند می‌باشند ودرآمد مردم چولاقلو بر پایه  کشاورزی  است محصول اصلی این روستا گندم میباشد.از افراد صاحبنام و افتخاری این روستا می‌توان پویا شریفی اختر آبادی  ( دارنده ی مدال طلای عاجی) را نام برد. این شخص  از افراد خیر و کار آفرین این روستا میباشد.محبوبیت این شخص در میان مردم چولاقلو و منطقه به سبب  در سال های اخیر افزایش چشمگیری داشته است.